# Synidotea nodulosa
Synidotea nodulosa is een pissebed uit de familie Idoteidae. De wetenschappelijke naam van de soort is voor het eerst geldig gepubliceerd in 1846 door Henrik Nikolai Krøyer.